# Hibbertia calycina
Hibbertia calycina är en tvåhjärtbladig växtart som först beskrevs av Dc., och fick sitt nu gällande namn av N. A. Wakefield. Hibbertia calycina ingår i släktet Hibbertia och familjen Dilleniaceae. Inga underarter finns listade i Catalogue of Life.